# Шомон сир Ер
Шомон сир Ер (фр. Chaumont-sur-Aire) насеље је и општина у североисточној Француској у региону Лорена, у департману Меза која припада префектури Бар ле Дик.
По подацима из 2011. године у општини је живело 158 становника, а густина насељености је износила 15,93 становника/km². Општина се простире на површини од 9,92 km². Налази се на средњој надморској висини од 251 метар (максималној 313 m, а минималној 232 m).

## Демографија
| 1962. | 1968. | 1975. | 1982. | 1990. | 1999. | 2011. |
| ----- | ----- | ----- | ----- | ----- | ----- | ----- |
| 186   | 186   | 173   | 157   | 151   | 157   | 158   |

График промене броја становника у току последњих година